# Abraham Simon Wolf Rosenbach

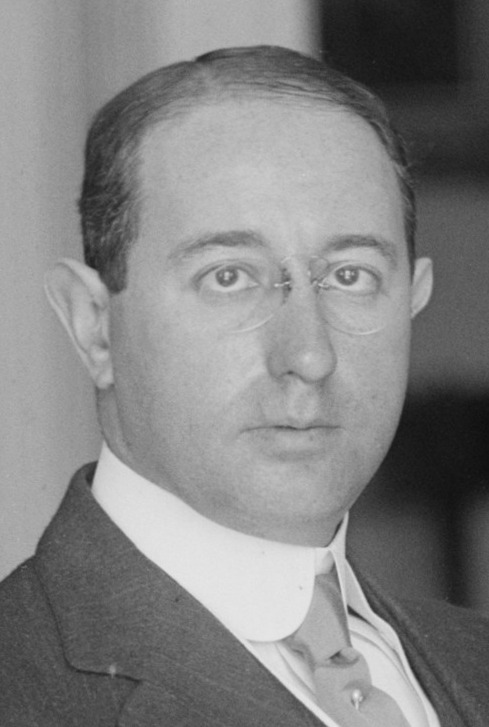
ASW Rosenbach

Abraham Simon Wolf Rosenbach gekürzt: ASW Rosenbach (* 22. Juli 1876; † 1. Juli 1952 in Philadelphia) war ein amerikanischer Antiquar und Bibliophiler.

## Leben
Abraham war Jude und das jüngste von acht Kindern von Morris Rosenbach (14. Mai 1820–8. Mai 1885) und Isabella H. Polock (26. November 1834–25. Juli 1906), die am 11. November 1857 heirateten. Als Kind verbrachte Abraham viel Zeit in der Werkstatt seines Onkels mütterlicherseits, Moses Polock (14. Mai 1817–16. August 1903), ein bekannter und leicht exzentrischer Antiquar. Polock führte ein Antiquariat an der 406 Commerce Street in Philadelphia. Abraham begann mit dem Sammeln, als er zur University of Pennsylvania ging. Er gründete dann sein eigenes Antiquariat »Rosenbach« und baute die Bestände der Huntington Library und der Folger Shakespeare Library mit auf. Er arbeitete auch für private Kunden wie J. P. Morgan, Lessing Julius Rosenwald, und Harry Elkins Widener. Er veröffentlichte mehrere Artikel und Bücher, um das Interesse an seltenen Büchern und Manuskripten zu verstärken. Rosenbach war maßgeblich für die Popularisierung und das Sammeln von amerikanischer Literatur zu einer Zeit, als fast ausschließlich die europäische Literatur als antiquarische Sammlerstücke Geltung hatten. Er verbreitete die Idee des Büchersammelns als Investition und Geldanlage.
Seit 1928 war er Mitglied der American Philosophical Society.

## Sammler und Mäzen
Gemeinsam mit seinem Bruder und Geschäftspartner Philip Hyman Rosenbach (29. September 1863–5. März 1953), gründete er das Rosenbach Museum & Library. Durch letztwilliges Geschenk ging es 1954 an den Staat über. Er lebte von 1926 bis 1952 in Philadelphia am Delancey Place im Haus Nr. 2006, wo in der Nähe sich auch das Museum (Nr. 2010) befindet, er war ein Sammler und Gelehrter, der seine Leidenschaft für Bücher und Manuskripte zu einem erfolgreichen Unternehmen führte, und wurde Händler von seltenen Büchern und Manuskripten in der ersten Hälfte des 20. Jahrhunderts. Er baute einige der wichtigsten privaten Sammlungen mit auf und drängte immer darauf diese öffentlich zugänglich zu machen. Rosenbach erhielt viele Schätze für seine eigene Sammlung, wie die Handschrift der Ulysses von James Joyce und den frühesten bekannten Brief von George Washington.

## Werke (englisch)
- The Unpublishable Memoirs. Casle, London 1924.
- An American Jewish Bibliography, Being a List of Books and Pamphlets by Jews or Relating to Them. Printed in the United States from the Establishment of the Press in the Colonies Until 1850. Mansfield Centre, Martino 1929; Nachdruck 1999.
- Early American Children's Books. With Bibliographical Descriptions of the Books in the Private Collection. Southworth Press, Portland (Maine) 1933.
- A Book Hunter´s Holiday. Adventures with Books and Manuscripts. Houghton Mifflin Co., 1936.